# Trek-80
Trek-80 est un jeu vidéo développé par Judges Guild en 1979 pour le micro-ordinateur TRS-80.

## Accueil
Le jeu a reçu une bonne critique dans Dragon Magazine qui le qualifie de « bon jeu Star Trek ».